# Volkerak
Le Volkerak est une étendue d'eau douce située dans le sud-ouest des Pays-Bas, entre les provinces de la Hollande-Méridionale (au nord), du Brabant-Septentrional (au sud) et de la Zélande (à l'ouest).

## Géographie
Le Volkerak délimite au sud l'île de Goeree-Overflakkee. À son extrémité nord-est, les écluses du Volkerak permettent de rejoindre le Hollands Diep ; la partie ouest du Volkerak s'appelle le Krammer.
Au sud, le Volkerak est relié au canal de l'Escaut au Rhin, qui permet de rejoindre le port d'Anvers. Plus à l'est, le Dintel et le Steenbergse Vliet se jettent dans le Volkerak.
Pendant longtemps, cette étendue d'eau était fortement exposée aux marées, aux tempêtes et aux dangers qui les accompagnent.

## Histoire

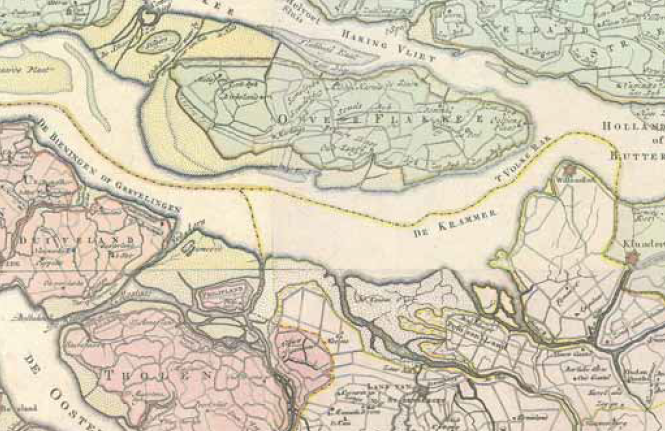
La région en 1773

Le Volkerak s'est probablement formé lors de l'Inondation de la Sainte-Élisabeth en 1421, lorsqu'une mer intérieure dont le Hollands Diep et Biesbosch sont des vestiges, s'est formée entre Dordrecht, Gorinchem et Rosendael. Puis le Volkerak est devenu une crique avec des vasières, un peu comme la mer des Wadden aujourd'hui.
Au XVIe siècle et XVIIe siècle une partie des terres ont été récupérées formant des villes comme Steenbergen et Dinteloord. Après les inondations causées par la mer du Nord en 1953 la région a été modifiée par la réalisation du plan Delta, l'eau de mer étant remplacée par de l'eau douce, légèrement saumâtre.
L'endroit devrait être un paradis pour les oiseaux.

## Futur

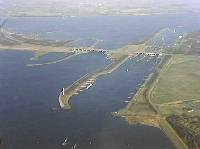
Les écluses de Volkerak.

Le turn over de l'eau est de 270 jours, ce qui est trop long pour conserver une eau de qualité, celle-ci est polluée et des algues apparaissent, elle n'est donc pas utilisable pour l’irrigation et peut difficilement être utilisée pour produire de l'eau potable, la baignade y est interdite. Des mesures devraient être prises, cette étendue pourrait être transformée en eau de mer ou saumâtre avec de faibles marées ; mais des traités internationaux stipulent que le canal de l'Escaut au Rhin, dont ce lac est l'aboutissement, soit en eau douce. La nature de la modification ne peut donc être vue que dans le cadre de traités internationaux. Avec le réchauffement climatique et la montée des océans, le lac pourrait fort bien être utilisé comme zone tampon en cas de crus et son niveau serait revu à la hausse.